# Bandar Charak
Bandar Charak este un oraș din Iran.